# Amy LaVere
Amy LaVere, née Amy Fant, est une auteur-compositeur-interprète, joueuse de contrebasse et une actrice américaine basée à Memphis, Tennessee. Sa musique est classée dans le genre Americana, combinant un mélange de country classique, de jazz manouche, et de soul du sud des États-Unis. Elle a sorti trois albums sur le label Archer Records de Memphis. Elle a été créditée en tant qu’actrice dans plusieurs films.

## Biographie
Amy LaVere est née à Shreveport en Louisiane et a grandi à Bethany, également en Louisiane, une petite ville frontalière du Texas dans la région de Piney Woods, élevée par des parents musiciens ayant une passion pour la musique country traditionnelle. Sa famille avait déménagé 13 fois avant qu’elle n’entre au Lycée, atterrissant finalement à Detroit où LaVere fut leader du groupe de punk « Last Minute » alors qu’elle était encore adolescente.

## Carrière
Le début des années 1990 trouve LaVere à Nashville. Elle y fait partie de la scène naissante du Lower Broadway et commence à jouer de la contrebasse dans le populaire duo de folk traditionnel « The Gabe & Amy Show ». En 1999, après avoir déménagé à Memphis, elle commence par travailler au célèbre Sun Studio.
Au début de 2006, LaVere sort son premier album This World Is Not My Home sur le label indépendant Archer Records. Il connaît un succès critique national immédiat. Elle y est accompagnée par de nombreux artistes confirmés, comme le célèbre bluesman Jimbo Mathus, ancien membre des Squirrel Nut Zippers. Le Los Angeles Daily News s’extasie alors : « Une chose pareille ne se présente pas tous les jours ». LaVere commence aussi une carrière naissante d’actrice dans le rôle de Wanda Jackson, la reine du Rockabilly, dans le film Walk the Line et continue dans le film Black Snake Moan de Craig Brewer où elle tient un second rôle.
En 2007, LaVere entre en studio avec le producteur Jim Dickinson pour y enregistrer son deuxième album Anchors & Anvils. Dickinson enregistre LaVere et son groupe dans la grange 'art project', aménagée en studio, au Zebra Ranch dans le Mississipi rural.
Archer Records édite Anchors and Anvils en mai 2007, et les critiques reconnaissent l’album de LaVere comme « un rafraîchissant exemple de narration dans le style des noirs du sud des États-Unis ». Son deuxième album se classe numéro 6 des ventes de disque dans le genre Américana et vaut à LaVere une nomination aux Americana Music Association Awards dans la catégorie « Best New Or Emerging Artist » (meilleure nouvelle ou jeune artiste). En plus de sa reconnaissance par la critique, elle fait une tournée dans l’ensemble des États-Unis, recevant des critiques élogieuses pour ses performances scéniques authentiques et puissantes. Elle fait une série de concerts avec The Swell Season, joue au festival « Austin City Limits Festival », et partage la scène de la conférence de l’Americana Music Association avec Lyle Lovett, Todd Snider, et bien d’autres.
Le 1er octobre 2008, elle fait la première partie de Seasick Steve au Royal Albert Hall de Londres. En 2009, elle fait la première partie du groupe de musique Lucero pour leur tournée américaine suivant l’album « 1372 Overton Park » et participe également comme invitée à la tournée de Seasick Steve.
En 2011, après sa séparation d’avec son compagnon et collaborateur musical de toujours et le décès de son mentor musical, LaVere sort son troisième album « stranger me », acclamé par la critique. Spin Magazine l’appelle « l’album de rupture de l’année ». Q Magazine, le Daily Mirror et The Sun lui accordent tous 4 étoiles. Paste Magazine » écrit : « LaVere pourrait s’appuyer seulement sur ses paroles, qui sont suffisamment spirituelles et fougueuses pour se suffire à elles-mêmes, mais, en donnant à son groupe une liberté sans limite de se permettre n’importe quelles tocade ou excentricité, elle a confectionné un album bien tourné qui est déjà parmi les meilleurs de l’année. »
En juillet 2011, LaVere et son groupe (le guitariste David Cousar, la violoniste / claviériste Krista Wroten-Combest et le batteur Shawn Zorn) ont promu la sortie de « Stranger me » à Londres et en France. Le 28 septembre 2011, LaVere est nommée « meilleure chanteuse de Memphis » pour la seconde année consécutive par la Municipalité de Memphis, Tennessee.
Au printemps 2012, LaVere rejoint Luther Dickinson, leader du groupe The North Mississippi Allstars, la guitariste Shannon McNally, la joueuse de banjo Valerie June et la batteuse et joueuse de fifre Sharde Thomas dans le quintet de bluegrass The Wandering. Ils sortent leur premier album "Go On Now, You Can't Stay Here" et passent l’été 2012 en tournée.
LaVere et McNally se sont associées pour des concerts en duo en octobre 2012 dans leur tournée « Chasing the Ghost Tour »

## Discographie
- 2006: This World Is Not My Home
- 2007: Anchors and Anvils
- 2009: Died Of Love (EP)
- 2011: Stranger Me
- 2019: Painting Blue

## Filmographie
| Cinéma     | Cinéma                    | Cinéma        | Cinéma          |
| Année      | Film                      | Role          | Remarques       |
| ---------- | ------------------------- | ------------- | --------------- |
| 2005       | Walk the Line             | Wanda Jackson |                 |
| 2006       | Eat                       | Wendy #2      |                 |
| 2006       | Black Snake Moan          | Jesse         |                 |
| 2011       | Woman's Picture           | Loretta       |                 |
| 2011       | A Fine Step               | Maggie        |                 |
| 2011       | The Romance of Loneliness | Amanda        |                 |
| Télévision |                           |               |                 |
| Année      | Titre                     | Rôle          | Remarques       |
| 2006       | $5 Cover de MTV           | Amy           | les 15 épisodes |